# Hypena mediana
Hypena mediana là một loài bướm đêm trong họ Erebidae.